# Циецере (село)
Циецере (латыш. Ciecere) — населённый пункт в Скрундском крае Латвии. Входит в состав Скрундской волости. Находится на берегу реки Циецере у перекрёстка автодорог A9 и P107 неподалёку от восточной окраины города Скрунда. По данным на 2017 год, в населённом пункте проживало 102 человека. Есть магазин и автосервис.

## История
В советское время населённый пункт был центром  Кулдигского района. В селе располагалась центральная усадьба колхоза «Курземе».